# Bob MacDougall
Robert „Bob“ MacDougall (* um 1960) ist ein kanadischer Badmintonspieler. 

## Karriere
Bob MacDougall gewann 1982 zwei Titel bei den French Open. Im gleichen Jahr siegte er auch erstmals bei den nationalen Meisterschaften. 1982 erkämpfte er sich auch Silber mit dem kanadischen Team bei den Commonwealth Games. Bei der Weltmeisterschaft 1983 wurde er 17. im Herrendoppel gemeinsam mit Mark Freitag. Als Senior gewann er einen Titel bei den Canadian Masters.

## Sportliche Erfolge
| Saison | Veranstaltung                 | Disziplin    | Platz | Name                               |
| ------ | ----------------------------- | ------------ | ----- | ---------------------------------- |
| 1982   | French Open                   | Mixed        | 1     | Bob MacDougall / Johanne Falardeau |
| 1982   | French Open                   | Herrendoppel | 1     | Bob MacDougall / Mark Freitag      |
| 1982   | Kanada: Einzelmeisterschaften | Mixed        | 1     | Bob MacDougall / Wendy Carter      |
| 1982   | Kanada: Einzelmeisterschaften | Herrendoppel | 1     | Bob MacDougall / Mark Freitag      |
| 1982   | Kanada: Einzelmeisterschaften | Herreneinzel | 1     | Bob MacDougall                     |
| 1982   | Commonwealth Games            | Team         | 2     | Kanada                             |
| 1983   | Weltmeisterschaft             | Herrendoppel | 17    | Bob MacDougall / Mark Freitag      |
| 1984   | Kanada: Einzelmeisterschaften | Herrendoppel | 1     | Bob MacDougall / Ken Poole         |
| 1995   | Kanada: Masters 35 plus       | Herrendoppel | 1     | Billy Gilliland / Bob MacDougall   |